# John Osborn (velejador)
John Osborn (8 de setembro de 1945) é um velejador britânico, campeão olímpico.

## Carreira
Osborn consagrou-se campeão olímpico ao vencer a série de regatas da classe Tornado nos Jogos Olímpicos de Verão de 1976 em Montreal ao lado de Reg White. Ele também se tornou campeão mundial nessa mesma categoria também em 1976.